# 4715 Medesicaste
4715 Medesicaste è un asteroide troiano di Giove del campo troiano. Scoperto nel 1989, presenta un'orbita caratterizzata da un semiasse maggiore pari a 5,1108310 au e da un'eccentricità di 0,0499135, inclinata di 18,65609° rispetto all'eclittica.
L'asteroide è dedicato alla principessa troiana Medesicasta.